# Залман Кінг
Залман Кінг (англ. Zalman King) уроджений Залман Кінг Лефковіц (англ. Zalman King Lefkowitz; 1941—2012) — американський кінорежисер, письменник, актор і продюсер. Відомий режусирою фільмів на еротичну тематику.

## Біографія
Залман Кінг Лефковіц народився в Трентоні, штат Нью-Джерсі. Мав єврейське походження.
У 1964 році Залман Кінг зіграв учасника банди в епізоді «Memo from Purgatory» телевізійного серіалу «Альфред Гічкок представляє», який написав Гарлан Еллісон, за участю акторів Джеймса Каана та Волтера Кеніга. Між 1965 і 1967 роками Кінг з'явився у 5 епізодах телевізійного шоу «Димок зі ствола».
Кінг зіграв у третьому епізоді першого сезону серіалу «Адам-12». З вересня 1970 по травень 1971 Кінг зіграв адвоката Аарона Сільвермана у драмі «Молоді юристи», що транслювався в телеканалі ABC. У фільмі «Подорож з учителем» (1975) зобразив мотоцикліста-вбивцю психопата Ела. У 70-х і 80-х роках виконав ще декілька ролей у маловідомих фільмах. У 1981 році зіграв роль Белона, керівник рятувальної групи у культовому фільмі жахів Роджера Кормана «Галактика терору».

## Режисура
Кінг, як режисер, зняв кілька фільмів, зокрема «Злиття двох місяців» (1988), «Дика орхідея» (1990), «Дика орхідея 2: Два відтінки смутку» (1991) та «Щоденники Червоної Туфельки» (1992). Він був режисером і співавтором фільму «Хвиля пристрасті» (1998).
Він співпрацював з режисером Едріаном Лайном над фільмом «Дев'ять з половиною тижнів», в якому знялися Кім Бейсінгер та Міккі Рурк. Він був продюсером (інколи режисером) телевізійного серіалу та фільму ChromiumBlue.com та серіалу «Мова тіла». Він зняв фільм Дельта Венери 1995 року за однойменною книгою Анаїс Нін. Його останнім фільмом Кінга став Насолода або біль, який вийшов на екрани вже після його смерті.

## Особисте життя
Кінг був одружений впродовж 46 років з письменницею Патрісією Луїзіанною Ноп, з якою він співпрацював у багатьох проєктах, включаючи сценарії для «Дикої орхідеї» та «9½ тижнів». У пари було дві дочки.
Він помер 3 лютого 2012 року у віці 70 років від раку.

## Фільми
Актор
- 1964: серія «Far Out Munsters» телесеріалу Сімейка монстрів / The Munsters
- 1969: одна серія телесеріалу Земля гігантів / Land of the Giants
- 1970: Зловмисники / The Intruders
- 1975: Подорож з учителем / Trip with the Teacher
- 1978: Синя радість / Blue Sunshine
- 1979: серія 3/14 телесеріалу Ангели Чарлі / Charlie's Angels

Режисер
- 1988: Злиття двох місяців / Two Moon Junction
- 1988: Лісова пожежа / Wildfire
- 1989: Дика орхідея / Wild Orchid
- 1991: Дика орхідея 2: Два відтінки смутку / Wild Orchid II: Two Shades of Blue
- 1992: Щоденники Червоної Туфельки / Red Shoe Diaries
- 1994: Бока / Boca (частина «Дикої орхідеї»)
- 1995: Дельта Венери / Delta of Venus
- 1992—1996: телесеріал Щоденники Red Shoe / Red Shoe Diaries (11 серій)
- 1997: Бізнес для задоволення / Business for Pleasure
- 1998: Чорне море 213 / Black Sea 213
- 1998: Місце під назвою Істина / A Place Called Truth
- 1998: Хвиля пристрасті / In God's Hands
- 1998: Вітер на воді / Wind on Water
- 2000: Щоденники Червоної Туфельки 12: Дівчина на велосипеді / Red Shoe Diaries 12: Girl on a Bike
- 2002: Barely Brooke
- 2003: Chromiumblue.com
- 2005: Сорок двійка / Forty Deuce
- 2006: Знову божевільний / Crazy Again
- 2006: Танці з дияволом / Dance with the Devil
- 2013: Задоволення або біль / Pleasure or Pain